# معاملة المثليين في الإكوادور
قد يواجه الأشخاص من المثليين والمثليات ومزدوجي التوجه الجنسي والمتحولين جنسياً (اختصاراً: LGBT) في الإكوادور تحديات قانونية لا يواجهها غيرهم من المغايرين جنسيا. يعتبر النشاط الجنسي المثلي بين الرجال وبين النساء قانونيا في الإكوادور، لكن المنازل التي يعيش فيها الشركاء المثليون غير مؤهلة للحصول على نفس الحماية القانونية المتاحة للأزواج المغايرين.
في عام 1998، أصبحت الإكوادور واحدة من أوائل الدول في العالم التي تحظر دستوريًا التمييز على أساس التوجه الجنسي. منذ عام 2008، أصبحت الاتحادات المدنية التي تمنح جميع حقوق الزواج (باستثناء التبني) متاحة للشركاء المثليين. بالإضافة إلى ذلك، يجوز للأشخاص المتحولين جنسياً بموجب «قانون الهوية الجندرية 2016» تغيير جنسهم القانوني فقط من خلال الإعلان الذاتي، دون الخضوع لعملية جراحية. كما تعتبر الإكوادور واحدة من الدول القليلة في العالم التي حظرت علاج التحويل.
ينص دستور الإكوادور أن الزواج يجب أن يكون فقط بين رجل وامرأة. في عام 2013، رفعت الناشطة المثلية باميلا ترويا دعوى قضائية لإلغاء هذا الحظر وتشريع زواج المثليين في البلاد. ركزت الدعوى في معظمها على حكم محكمة الدول الأمريكية لحقوق الإنسان في قضية أتالا ريفو والبنات ضد تشيلي. تسببت قضية أتالا في إلغاء حظر زواج المثليين في المكسيك وتعهد حكومة تشيلي بتشريع زواج المثليين. بالإضافة إلى ذلك، في يناير 2018، قضت محكمة الدول الأمريكية لحقوق الإنسان بأن زواج المثليين هو حق من حقوق الإنسان يحميه الاتفاقية الأمريكية لحقوق الإنسان، مما يزيد من الضغط على الحكومة الإكوادورية والمحكمة الدستورية لتشريع زواج المثليين. في 12 يونيو 2019، حكمت المحكمة الدستورية في الإكوادور في حكم 5 قضاة لصالح مقابل 4 أصوات ضد (5-4) لصالح زواج المثليين، مما جعله قانونيًا في جميع أنحاء البلاد.

## قانونية النشاط الجنسي المثلي
أصبح النشاط الجنسي المثلي قانونيًا في الإكوادور منذ عام 1997 عندما ألغت المحكمة الدستورية، الفقرة الأولى من المادة 516 من قانون العقوبات، التي تجرم الأنشطة الجنسية المثلية في القضية رقم 111-97-تي سي.
تبلغ السن القانونية للنشاط الجنسي في الإكوادور 14 عامًا، بغض النظر عن الجندر أو التوجه الجنسي.

## الاعتراف القانوني العلاقات المثلية
تحد المادة 67 من الدستور الإكوادوري الذي اعتمد في عام 2008 الزواج إلى اتحاد رجل وامرأة. ومع ذلك، تنص المادة 68 على أن الشركاء المثليين في اتحادات مستقرة وأحادية يتمتعون بنفس الحقوق والواجبات التي يتمتع بها الأزواج، باستثناء التبني.
يتمتع الاتحاد المستقر والأحادي بين شخصين لا تربطهما علاقات زواج أخرى ولديهما دور في القانون العام، لفترة من الزمن وتحت الظروف التي ينص عليها القانون، بنفس الحقوق والالتزامات الخاصة بالأسر في علاقات الزواج
.
وفقًا للمادة 68، تعتبر الاتحادات المدنية للشركاء المثلية قانونية في الإكوادور.
في عام 2013، رفعت الناشطة المثلية باميلا ترويا دعوى قضائية لإلغاء الحظر المفروض على زواج المثليين وتشريعه في البلاد.

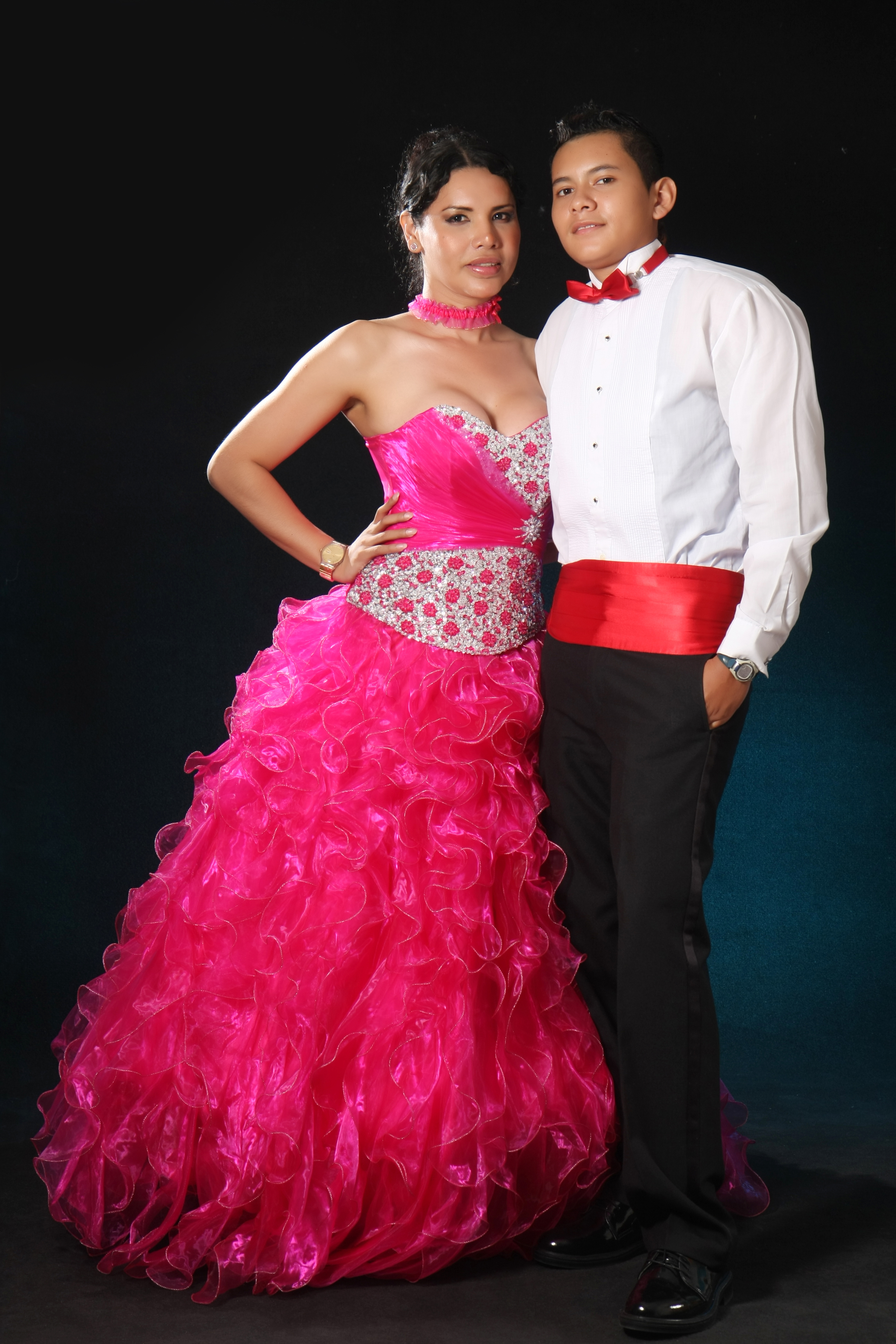
أصبحت ديان رودريكيز وشريكها نيكولاس غوامانيسكيب (في الصورة) واحدة من أوائل الشركاء الذين سجلوا اتحادًا مدنيًا في الإكوادور.

في أغسطس 2014، وقع الرئيس رافائيل كوريا قرارًا للسماح للشركاء المثليين بتسجيل اتحادهم. كما يسمح بتسجيل الاتحادات المدنية كبيانات تكميلية للحالة الزوجية وإنشاء سجل خاص لهذه الاتحادات. دخل الأمر حيز التنفيذ في 15 سبتمبر. في أبريل 2015، أقرت الجمعية الوطنية تعديلاً للقانون المدني يقنن الاتحادات المدنية ليصبح قانونًا وحذف شرط إثبات المساكنة لمدة عامين على الأقل.

### حكم محكمة الدول الأمريكية لحقوق الإنسان 2018
في يناير 2018، قضت محكمة الدول الأمريكية لحقوق الإنسان بأن الاتفاقية الأمريكية لحقوق الإنسان تقضي وتطلب الاعتراف بزواج المثليين. كان الحكم ملزماً بالكامل لكوستاريكا ويضع سابقة ملزمة لدول أمريكا اللاتينية ومنطقة البحر الكاريبي الأخرى بما في ذلك الإكوادور.
في مايو 2018، قضت المحكمة الدستورية في الإكوادور لصالح زوجتين مثليتين تسعيان لتسجيل ابنتهما في السجل المدني (انظر أدناه). في الحكم، ذكرت المحكمة العليا أيضًا أن قرار محكمة الدول الأمريكية لحقوق الإنسان ملزم تمامًا لإكوادور.
بعد حكم محكمة الدول الأمريكية لحقوق الإنسان، الذي اعتبر أن زواج المثليين هو حق من حقوق الإنسان، ذهبت اثنتان من الزوجات المثليات إلى السجل المدني في كوينكا، وطلبا الحصول على تراخيص الزواج. بعد أن رُفض كلاهما لعدم كونهم أزواج مغايرين، تقدموا بدعوى في المحكمة بحجة أن رفض الاعتراف بزواجهما كان تمييزياً وغير دستوري وانتهاكًا للاتفاقية الأمريكية لحقوق الإنسان. بالاعتماد على قرار محكمة الدول الأمريكية لحقوق الإنسان، حكم قاضيان في الأسرة لصالح الزوجات في 29 يونيو 2018. وأمر القضاة السجل المدني للبدء فوراً في تسجيل زواج المثليين. ومع ذلك، أعلن السجل المدني عن نيته في الطعن في القرار.
في 28 يوليو 2018، قال رئيس المحكمة الدستورية، ألفريدو رويز، إن غالبية القضاة يؤيدون تشريع زواج المثليين، وأكد أن المحكمة ستحكم بتشريعه.
في 12 يونيو 2019، حكمت المحكمة الدستورية في الإكوادور لصالح زواج المثليين، ما جعله قانونيًا في جميع أنحاء البلاد.

## التبني وتنظيم الأسرة
تنص المادة 68 من دستور الإكوادور على ما يلي: (بالإسبانية: "La adopción corresponderá sólo a parejas de distinto sexo")‏. تنص ترجمة غير رسمية للغة العربية من هذا البند على ما يلي: «لا يُسمح بالتبني إلا للأزواج المغايرين.» الدستور صامت حول التبني من قبل الأفراد العزاب.
غير أنه بموجب القانون الإكوادوري، يُسمح لشخص واحد بتبني طفل، على الرغم من أن للزوجين من جنسين مختلفين قانونيًا الأولوية على الشخص العازب.
في أيار/مايو 2018، أمرت المحكمة الدستورية في الإكوادور السجل المدني بتسجيل فتاة تبلغ من العمر سبع سنوات باعتبارها ابنة لزوجتين مثليتين. سعت القضية، المرفوعة في سبتمبر 2012، إلى تسجيل ابنتها بألقاب كل من أمهما. قضت المحكمة بأن عدم تسجيل الابنة يعد انتهاكًا لحقوق الطفل. كان الحكم 5 قضاة لصالحه مقابل 3 قضاة ضده، مع امتناع قاض واحد عن التصويت (5-3-1).

## الحماية من التمييز
في عام 1998، أصبحت الإكوادور أول بلد في الأمريكتين (وثالث بلد في جميع أنحاء العالم بعد جنوب أفريقيا وفيجي) تشمل التوجه الجنسي كفئة محمية من التمييز في دستورها.
تتضمن الإكوادور كل من التوجه الجنسي والهوية الجندرية في حظرها الدستوري للتمييز. تنص ترجمة غير رسمية للغة العربية للمادة 11 (2) على ما يلي:
جميع الأشخاص متساوون ويتمتعون بنفس الحقوق والواجبات والفرص. لا يجوز التمييز ضد أي شخص بسبب الانتماء العرقي أو مكان الميلاد أو العمر أو الجنس أو الهوية الجندرية أو الهوية الثقافية أو الحالة المدنية أو اللغة أو الدين أو الأيديولوجية أو الانتماء السياسي أو السجل القانوني أو الحالة الاجتماعية الاقتصادية أو حالة الهجرة أو التوجه الجنسي أو الحالة الصحية أو حامل فيروس نقص المناعة البشرية أو الإعاقة أو الاختلاف الجسدي أو أي ميزة مميزة أخرى، سواء كانت شخصية أو جماعية أو مؤقتة أو دائمة، والتي قد تستهدف أو تؤدي إلى تناقص أو إلغاء الاعتراف بالحقوق أو التمتع بها أو ممارستها. جميع أشكال التمييز يعاقب عليها القانون. تعتمد الدولة تدابير العمل الإيجابي التي تعزز المساواة الحقيقية لصالح أصحاب الحقوق الذين يعانون من عدم المساواة.
في عام 2015، جعل إصلاح قانون العمل من غير القانوني لأصحاب العمل التمييز ضد الأشخاص بسبب توجههم الجنسي.
في يونيو 2018، وافقت وزارة العدل على سياسة جديدة تتعلق بحقوق المثليين. تهدف السياسة إلى ضمان وتعزيز حقوقهم فيما يتعلق بالصحة والتعليم والعمل والأمن والحماية الاجتماعية والعدالة.

## الهوية الجندرية والتعبير عنها
يسمح «قانون الهوية الجندرية» (بالإسبانية: Ley Orgánica de Gestión de la Identidad y Datos Civiles)‏، الذي تمت الموافقة عليه في عام 2016، للإكوادوريين بذكر هويتهم الجندرية بدلاً من الجنس المحدد عند الولادة. يوزع القانون بطاقات هوية قانونية جديدة للراغبين في تغيير جنسهم واسم ميلادهم.

## علاج التحويل
في نوفمبر 2011، بدأت مجموعة نشطاء إكوادورية، تُدعى «مؤسسة كوسانا» (بالإسبانية: "Fundación Causana")‏، تقديم عريضة على Change.org لحث وزير الصحة الإكوادورية على إغلاق أكثر من 200 «عيادات للمثليين السابقين». ادعت المجموعة أن العيادات تعتدي على مرضاها وتعذبهم في محاولة «لعلاج المثلية الجنسية».
استهدفت العيادات في المقام الأول مثليات الجنس وتعمل تحت ستار من مراكز إعادة التأهيل من المخدرات. اكتشف زوج واحد على الأقل من الآباء الإساءة وطلبوا من العيادة إطلاق سراح ابنتهم باولا زيريتي، لكن تم رفض ذلك. تم إطلاق سراح زيريتي في نهاية المطاف بعد عامين من الحبس، وكانت أول من وجهت شكوى رسمية ضد العيادات.
وبناءً على ذلك، دعا النشطاء الحكومة إلى إغلاق العيادات، ولكن بحلول أغسطس 2011، تم إغلاق 27 فقط، في حين ظلت 207 عيادات تم الإبلاغ عنها مفتوحة.
في 23 كانون الثاني/يناير 2012 (، تم إغلاق التماس Change.org وتم وضع علامة على نجاحه بتوقيع 113,761 توقيعًا دوليًا. تم تحديث العريضة أيضًا ببيان من «مؤسسة كوسانا» (بالإسبانية: "Fundación Causana")‏ وتنص،
بعد عشر سنوات من الاحتجاج، دخلت دولة الإكوادور - من خلال وزارة الصحة العامة - في التزام مع المنظمات المدنية والمجتمع بشكل عام لتفكيك الاعتقاد بأن المثلية الجنسية هو مرض واستئصال استخدام التعذيب في هذه العيادات. نتقدم بالشكر لجميع الرجال والنساء الذين وقعوا على عريضة. لقد كان لا يقدر بثمن الحصول على هذا الدعم في البدء في تغيير هذا الواقع.
داهمت وزارة الصحة بأمر من الوزيرة كارينا فانس مافيلا بعد ذلك بوقت قصير ثلاث عيادات في محيط كيتو وأنقذت العشرات من النساء.
ونتيجة لذلك، تم تغيير المادة 151 من قانون العقوبات في عام 2014 لحظر علاج التحويل، ما يعادل التعذيب. يعاقب الأشخاص الذين يمارسون هذه الممارسة العلمية المزيفة بالسجن من 7 إلى 10 سنوات.

## ظروف الحياة

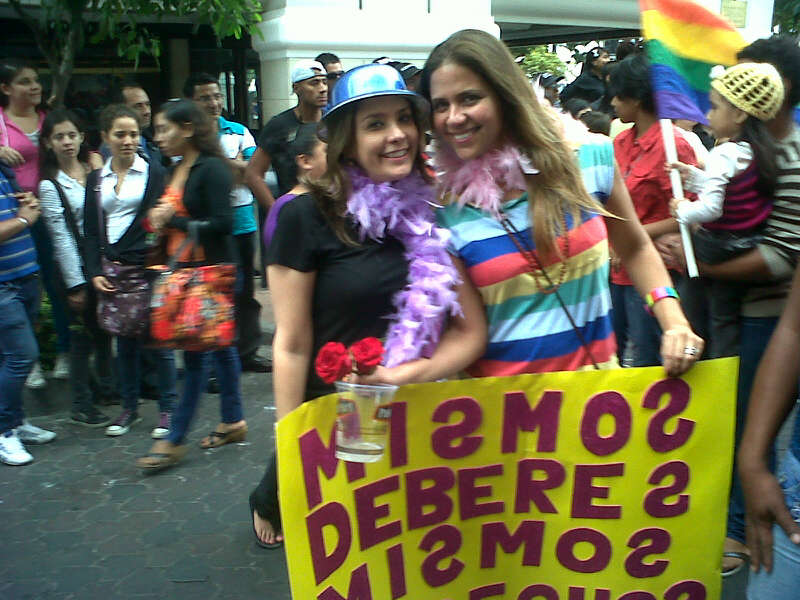
مسيرة فخر المثليين في غواياكيل (2013)

تطور مشهد وحضور مثلي إلى حد كبير في كيتو وغواياكيل. وقعت أول مسيرة فخر المثليين في الإكوادور في كيتو، في عام 1998، في أعقاب حكم المحكمة الدستورية الذي أسقط القانون الذي يحظر النشاط الجنسي المثلي. ومع ذلك، فإن الإكوادور تتمتع بثقافة محافظة ورجولية، ولا يزال ينظر إلى المثلية الجنسية بشكل سلبي من قبل المجتمع.
منذ العقد الماضي، تم تنظيم العديد من مسيرات الفخر للمثليين في جميع المدن الكبرى، بإذن من السلطات وحماية الشرطة، بالإضافة إلى مشاركتهم. في مسيرة فخر المثليين في غواياكيل في عام 2011، على سبيل المثال، كان من بين الحاضرين نائبة محافظ مقاطعة غاياس لوزميلا نيكولايد وعضو مجلس مدينة غواياكيل جينو موليناري وعضوة الجمعية جينا غودوي، بينما عزفت فرقة الشرطة الأغاني التقليدية.
كما تم تنظيم مهرجانات أفلام المثليين في المدن الكبرى.
وجد تقرير حقوق المثليين لوزارة الخارجية الأمريكية لعام 2011،
يتضمن الدستور مبدأ عدم التمييز وينص على اختيار التوجه الجنسي كحق. على الرغم من أن القانون يحظر التمييز على أساس التوجه الجنسي، فإن المثليين والمثليات ومزدوجي التوجه الجنسي والمتحولين جنسياً لا يزالون يعانون من التمييز من الهيئات العامة والخاصة. ذكرت منظمات المثليين أن الأشخاص المتحولين جنسياً عانوا من مزيد من التمييز لأنهم كانوا أكثر وضوحًا. ادعت مجموعات المثليين أن الشرطة والمدعين العامين لم يحققوا بشكل شامل في وفيات الأفراد من مجتمع المثليين، بما في ذلك عندما كان هناك شك في أن القتل كان بسبب التوجه الجنسي أو الهوية الجندرية. أفادت منظمات المثليين ومصادر إعلامية موثوقة بها أن الأشخاص من مجتمع المثليين احتجزوا ضد إرادتهم في مراكز علاج خاصة «لعلاج» أو «تجريدهم من المثلية الجنسية»، على الرغم من أن هذه المعاملة غير قانونية. وبحسب ما ورد استخدمت العيادات علاجات قاسية، بما في ذلك الاغتصاب، في محاولة لتغيير التوجه الجنسي للأشخاص المثليين. في أغسطس، ذكرت الحكومة أنها أغلقت 30 مركزًا من هذا القبيل، لكن منظمات المثليين ذكرت أن عيادات أخرى غير قانونية استمرت في العمل. واصل أعضاء مجتمع المثليين والمثليات ومزدوجي التوجه الجنسي والمتحولين جنسيا الإبلاغ عن انتهاك حقهم في المساواة في الوصول إلى التعليم الرسمي. أفاد سكان مجتمع المثليين المتورطين في تجارة الجنس عن حالات تعسفية والابتزاز وسوء المعاملة على أيدي قوات الأمن. واصل أعضاء مجتمع المثليين والمثليات ومزدوجي التوجه الجنسي والمتحولين جنسياً الإبلاغ عن انتهاك حقهم في المساواة في الوصول إلى التعليم الرسمي. أفاد سكان المثليين المتورطين في تجارة الجنس عن حالات تعسفية والابتزاز وسوء المعاملة على أيدي قوات الأمن. واصل أعضاء مجتمع المثليين والمثليات ومزدوجي التوجه الجنسي والمتحولين جنسياً الإبلاغ عن انتهاك حقهم في المساواة في الوصول إلى التعليم الرسمي. أفاد سكان المثليين والمثليات ومزدوجي التوجه الجنسي والمتحولين جنسياً المتورطين في تجارة الجنس عن حالات تعسفية والابتزاز وسوء المعاملة على أيدي قوات الأمن.
في عام 2012، عيّن الرئيس رافائيل كوريا كارينا فانس مافلا، الناشطة المثلية، وزيرة الصحة في البلاد.
في عام 2017، قام ما يقرب من 20,000 شخص بمسيرة في مسيرة فخر المثليين غواياكيل. لأول مرة، وافقت بلدية غواياكيل على إضاءة نصب بوليفار وسان مارتن بألوان قوس قزح لدعم حقوق المثليين. في يونيو 2017، تم إضاءة البيت الرئاسي بألوان قوس قزح.
في عام 2018، شارك أكثر من 18,000 شخص في مسيرة فخر المثليين في كيتو.

### الملاحظات المعادية للمثليين في انتخابات 2013

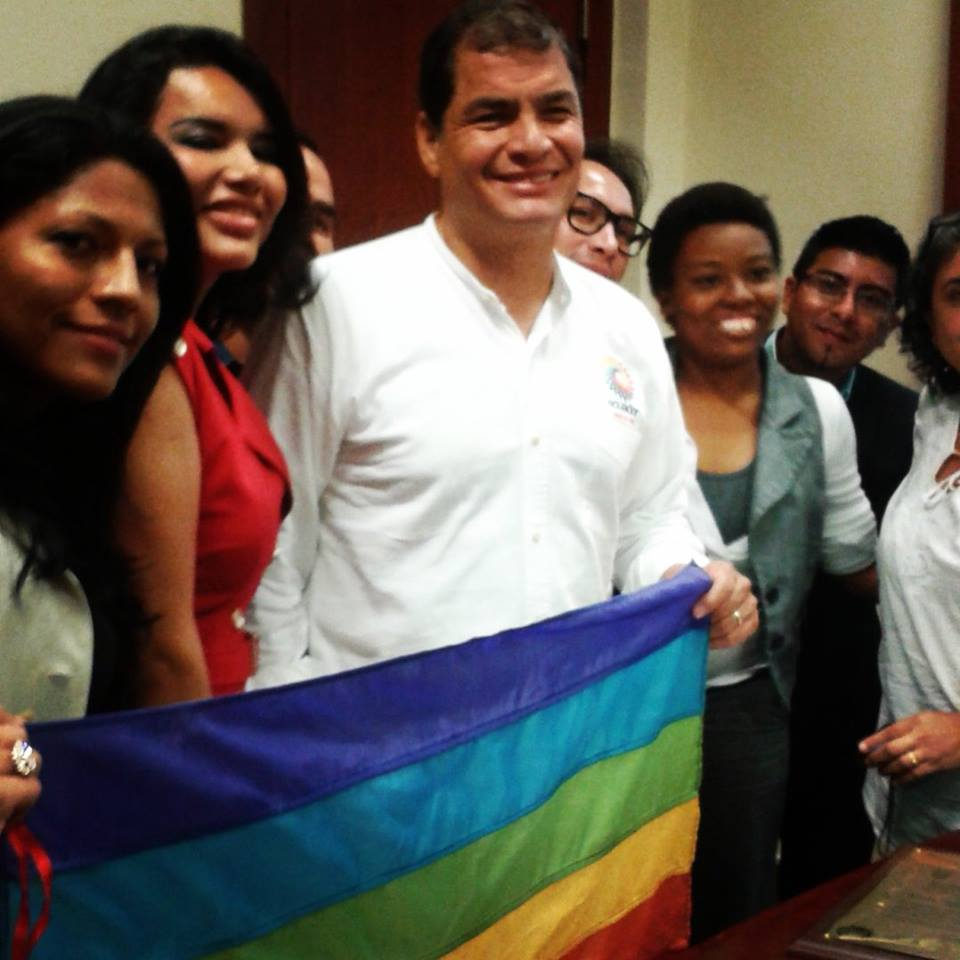
لقاء تاريخي مع الرئيس الإكوادوري رافائيل كوريا، بقيادة ديان رودريغيز

بعد الانتخابات العامة الإكوادورية لعام 2013، حكمت محكمة انتخابية على نيلسون زافالا، وهو واعظ إنجيلي ومرشح رئاسي الذي أنهى كواحد من آخر المرشحين الثمانية، بدفع أكثر من 3000 دولار إكوادوري غرامات بسبب ملاحظاته على المثلية الجنسية. كما منعته المحكمة لمدة عام من الترشح أو الانتماء إلى حزب أو حركة سياسية. خلال الحملة، وصف المثليين «خطاؤون» و «غير أخلاقيين» وقال إنهم يعانون من «انحراف شديد في السلوك». رحب نشطاء المثليين بالحكم باعتباره «علامة فارقة». استأنف زافالا الحكم، ولكن تم التصديق على الحكم في الحالة الأخيرة في 19 مارس 2013.

### ترشيح المثليين
في انتخابات عام 2013، أصبحت الناشطة في حقوق المثليين، ديان ماري رودريغيز زامبرانو من جمعية سيلويتا إكس (بالإسبانية: Silueta X Association)‏، أول مرشحة متحولة جنسيًا للرئاسة علنا. في ختام ترشيحها، أعلن الرئيس الإكوادوري رافائيل كوريا احترامه وإعجابه لرودريغيز على تويتر. بعد أشهر، تم دعوة رودريغيز لتغيير الحرس الرئاسي. في ديسمبر 2013، قادت أول اجتماع لمنظمات حقوق المثليين مع الرئيس رافائيل كوريا. اختتم الاجتماع بعدة اتفاقات. في عام 2017، تم انتخابها لعضوية الجمعية الوطنية، لتصبح أول مشرعة متحولة جنسيا في البلاد.

## ملخص
| قانونية النشاط الجنسي المثلي                                                             | (منذ عام 1997)                   |
| المساواة في السن القانوني للنشاط الجنسي                                                  | (منذ عام 1997)                   |
| قوانين مكافحة التمييز في التوظيف                                                         | (منذ عام 1998)                   |
| قوانين مكافحة التمييز في توفير السلع والخدمات                                            | (منذ عام 1998)                   |
| قوانين مكافحة التمييز في جميع المجالات الأخرى (تتضمن التمييز غير المباشر، خطاب الكراهية) | (منذ عام 1998)                   |
| قوانين مكافحة أشكال التمييز المعنية بالهوية الجندرية                                     | (منذ عام 1998)                   |
| زواج المثليين                                                                            | (منذ عام 2019)                   |
| الاعتراف القانوني بالعلاقات المثلية                                                      | (منذ عام 2008)                   |
| السماح بالشخص العازب بالتبني بغض النظر عن التوجه الجنسي                                  | Yes                              |
| تبني أحد الشريكين للطفل البيولوجي للشريك الآخر                                           | (مقترح)                          |
| التبني المشترك للأزواج المثليين                                                          | (حظر دستوري منذ عام 2008، مقترح) |
| يسمح للمثليين والمثليات ومزدوجي التوجه الجنسي بالخدمة علناً في القوات المسلحة             | [ 51 ]                           |
| الحق بتغيير الجنس القانوني                                                               | Yes                              |
| الاعتراف بالهوية الجندرية على وثائق الهوية                                               | (منذ عام 2016)                   |
| علاج التحويل محظور على القاصرين                                                          | (منذ عام 2014)                   |
| الحصول على أطفال أنابيب للمثليات                                                         | No                               |
| الأمومة التلقائية للطفل بعد الولادة                                                      | (منذ عام 2018)                   |
| تأجير الأرحام التجاري للأزواج المثليين من الذكور                                         |                                  |
| السماح للرجال الذين مارسوا الجنس الشرجي التبرع بالدم                                     |                                  |